# I Am Katya Golubeva
Pour plus de détails, voir Fiche technique et Distribution.
I Am Katya Golubeva (Я - Катя Голубева) est un documentaire lituano-russo-français écrit et réalisé par Natalija Ju et sorti en 2016.

## Fiche technique
- Titre original : I Am Katya Golubeva
- Réalisation : Natalija Ju
- Scénario : Kira Ivanova, Natalija Ju
- Photographie : Nadejda Solovieva
- Montage : Vytautas Jakubonis, Natalija Ju
- Musique : Alfred Schnittke, Elena Frolova, Andreï Makarevitch
- Production : Natalija Ju, Natalya Lisovskaya
- Pays de production : Lituanie
- Langue originale : russe
- Format : couleur
- Genre  : documentaire
- Durée : 65 minutes
- Dates de sortie :
  - Russie : octobre 2016

## Distribution
- Ina Marija Bartaité : elle-même
- Sharunas Bartas : lui-même
- Leos Carax : lui-même
- Guillaume Depardieu : lui-même (images d'archives)
- Yekaterina Golubeva : elle-même (images d'archives)
- Kira Ivanova : elle-même
- Denis Lavant : lui-même (images d'archives)
- Andreï Makarevich : lui-même
- Line Renaud : elle-même (images d'archives)
- Arūnas Sakalauskas (lt) : lui-même (images d'archives)
- Kirill Serebrennikov : lui-même
- David Wissak : lui-même (images d'archives)

## Distinctions
- (en) I am Katya Golubeva: Awards, sur l'Internet Movie Database